# Lundomys molitor
La rata acuática gigante o rata de bañado gigante (Lundomys molitor) es un roedor que representa la única especie del género monotípico Lundomys de la familia Cricetidae. Habita en el nordeste del Cono Sur de Sudamérica.

## Taxonomía
Esta especie fue descrita originalmente en el año 1887 por el zoólogo Herluf Winge. En el año 1993 fue separada en un género monotípico por Voss y Carleton.
Localidad tipo
La localidad tipo referida es: “Lagoa Santa (Brasil)”. El tipo fue exhumado como fósil del Pleistoceno, posteriormente se encontraron ejemplares vivientes.

## Distribución geográfica
Se encuentra en zonas palustres del sur de Brasil y Uruguay. En la Argentina la especie estaría extinguida, a pesar de que en el pasado tenía una amplia distribución en el este del país.

## Conservación
Según la organización internacional dedicada a la conservación de los recursos naturales Unión Internacional para la Conservación de la Naturaleza (IUCN), al no poseer mayores peligros y vivir en muchas áreas protegidas, la clasificó como una especie bajo “preocupación menor” en su obra: Lista Roja de Especies Amenazadas.